# 屠肆一
武仙座109，又名BD+21 3411，HD 169414、SAO 86003、HR 6895，是武仙座的一颗恒星，视星等为3.84，位于銀經49.77，銀緯15.6，其B1900.0坐标为赤經18h 19m 26.1s，赤緯+21° 15.6′ 27″。